# Life… But How to Live It?

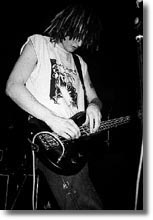
Tom Andreassen bei den Aufnahmen für das Livealbum

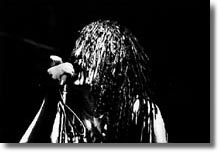
Roger Andreassen bei den Aufnahmen für das Livealbum

Life… But how to live it? ist eine norwegische Hardcore-Punk-Band, die mit dem autonomen Zentrum „Blitz“ in Oslo eng verbunden war.

## Bandgeschichte
Life… But how to live it? gründete sich im Sommer 1988. Ein Jahr später veröffentlichte sie ihre erste, selbstbetitelte LP, im selben Jahr erschien auf dem Your Choice Live Series-Label der Livemitschnitt eines Konzertes in Deutschland.
Zusammen mit Stengte Dører und  So Much Hate waren Life… But how to live it? die bekanntesten Vertreter der Hardcore-Szene Norwegens. 1994 lösten sich die Band nach über 300 Konzerten auf.
Im Jahre 2002 fanden sich Life… But how to live it? anlässlich des 20. Geburtstages des „Blitz“-Zentrums für ein Konzert einmalig wieder zusammen, im Juni 2008 reformierte sich die Band erneut kurzzeitig und spielte sowohl in Oslo als auch (anlässlich des 25. Jahrestages der Besetzung des Autonomen Zentrums AU) in Frankfurt am Main.

## Diskographie
- 1989: Life, But How To Live It? (LP, X-Port Plater)
- 1989: Your Choice Live Series (LP, Your Choice Records)
- 1990: Day By Day (LP, Konkurrel)
- 1990: Green (7", Beri-Beri Records)
- 1991: Burn (7" Beri-Beri Records)
- 1992: Green / Burn (CD, Fuck You All Records/Boss Tuneage)
- 1992: Ugly (LP/CD, Progress Records/RPN Records/Boss Tuneage)
- 1994: This Might Be My Second Last Beer (CD Zone Productions)
- 1994: Life But How To Live It? (LP, Ebullition, Vinylversion der Green/Burn-CD)
- 1996: Life, But How To Live It? (CD, Progress Records, die ersten beiden LPs auf CD)